# 美溪区
美溪区是黑龙江省伊春市过去存在的一个市辖区。境内有西钢集团的矿山。
2019年7月伊春市行政区划调整，美溪区并入新成立的伊美区。

## 行政区划
美溪区下辖14个类似乡级单位：朝阳街道、前进街道、红升街道、旭日街道、新欣街道、南郡街道、东升镇、美溪镇和美溪林业局。
2016年前美溪区辖上述14个类似乡级单位和1个街道，伊政函【2016】91号文件撤销美溪街道，下辖地区由美溪区直辖。